# Eden Hill
Eden Hill är en stadsdel i Perth i Australien. Den ligger i kommunen Bassendean och delstaten Western Australia, omkring 11 kilometer nordost om centrala Perth. Antalet invånare är 3 520.